# قنطيون جرسي
قنطيون جرسي (الاسم العلمي:Canthium campanulatum) هو نوع من النباتات يتبع جنس القنطيون من الفصيلة الفوية.